# Tím szam
A tím szam (gyakori angol megfelelő: dim sum, hagyományos kínai: 點心, egyszerűsített kínai: 点心, jyutping: dim2 sam1, pinjin: diǎn xin, magyaros: tien hszin) kantoni eredetű kínai étel, kis adagokban felszolgált, hideg vagy meleg harapnivaló, illetve az ilyen ételekből álló étkezés maga. A világ nyugati felén ezt a fajta étkezést "villásreggelinek", vagy brunch-nek szokták hívni.

## Története
A tím szam étkezés szokása a teaházak megjelenésével alakult ki Kínában, itt kezdtek el apró harapnivalókat felszolgálni a tea mellé a megfáradt földműveseknek és a selyemút kereskedőinek. Az elnevezés a "tim szam jum csá" (nagyjából: "egy falat, korty tea" ) kifejezésben gyökerezik.
Később nyugaton, főleg Amerikában, a 19. században terjedt el a kínai (kantoni) bevándorlók által.

## Népszerűbb fajtái

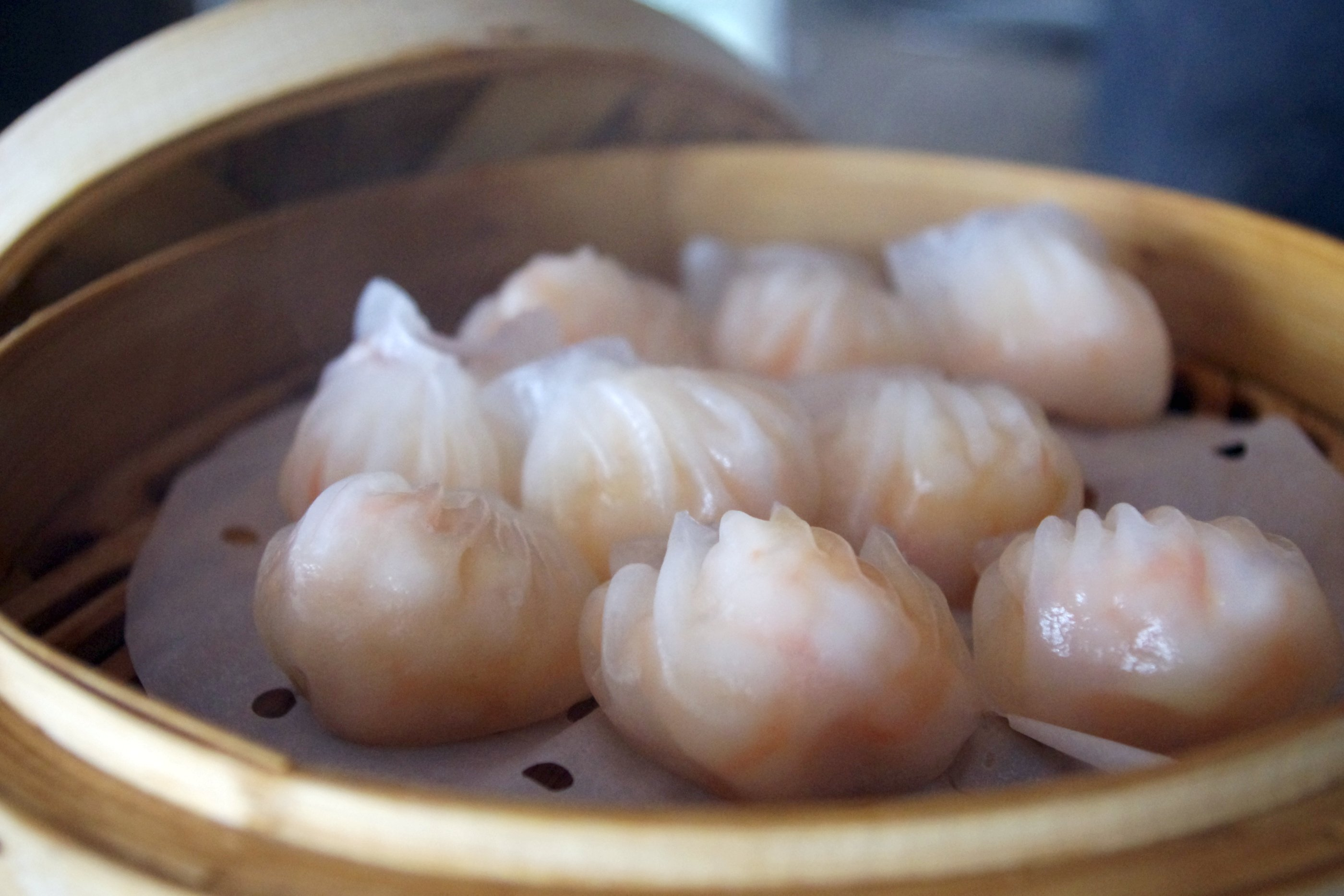
Garnéla gombóc (蝦餃)

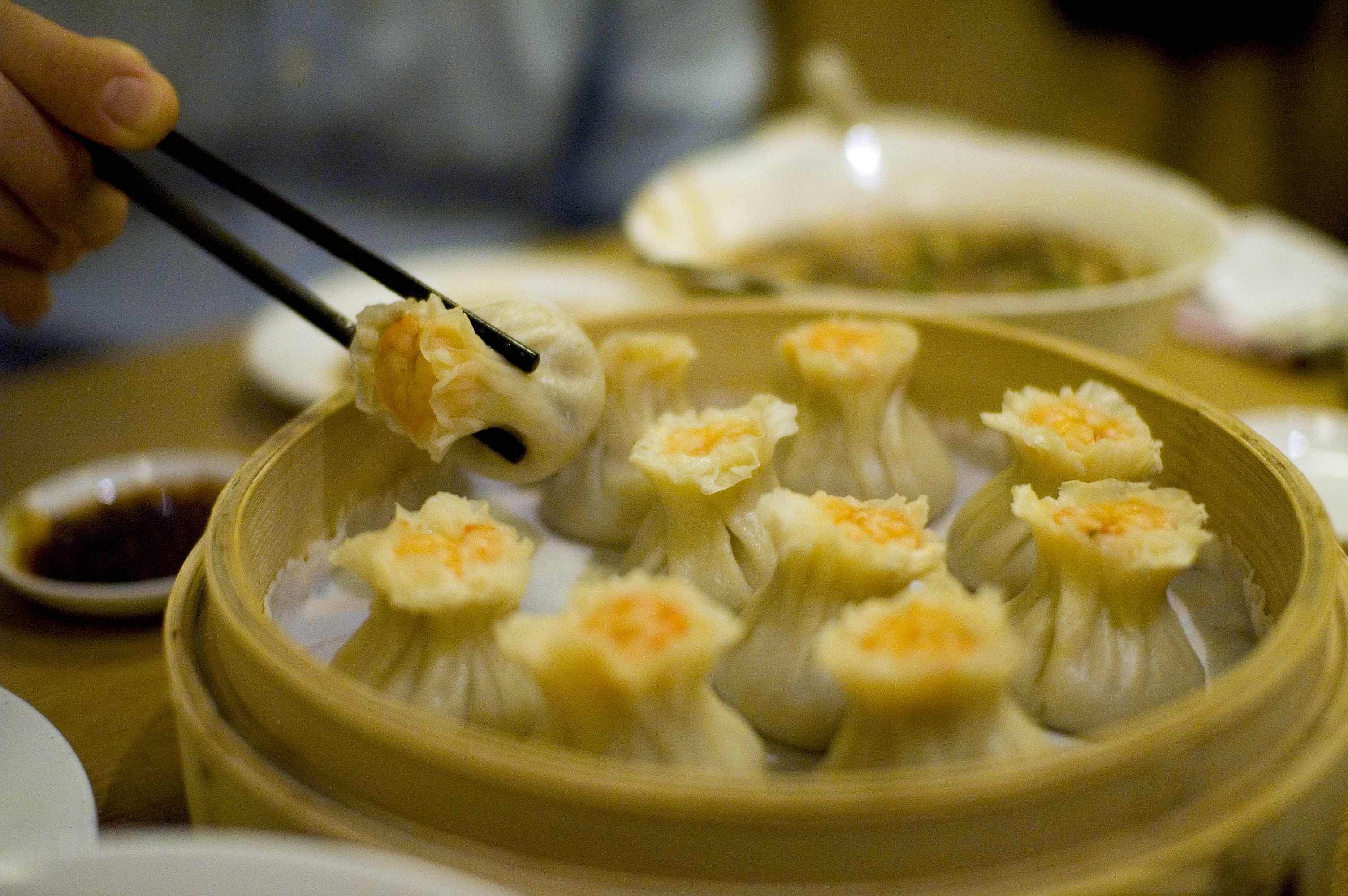
Szíu máj (燒賣)

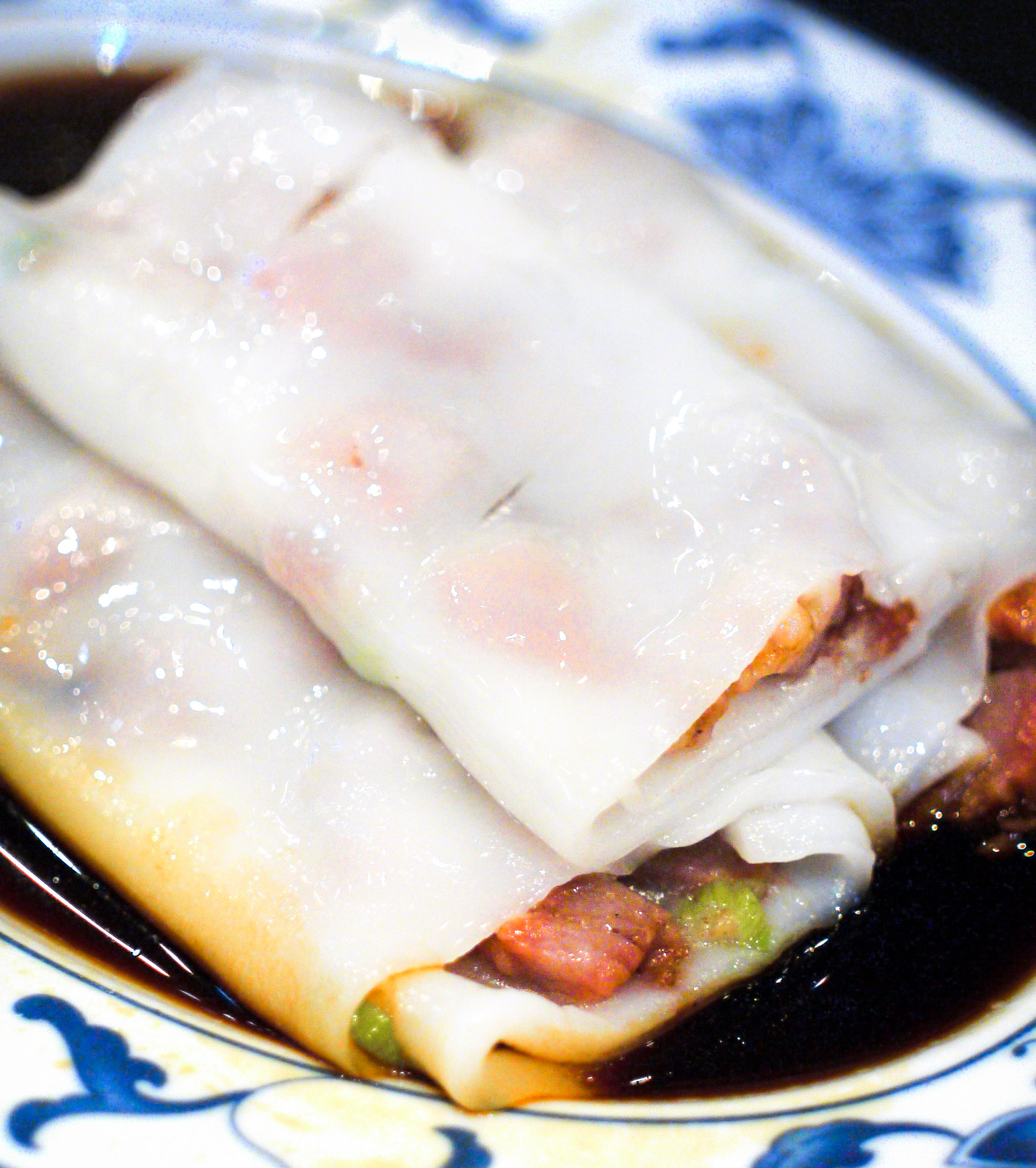
Barbecue sertés gombóc (叉燒腸)

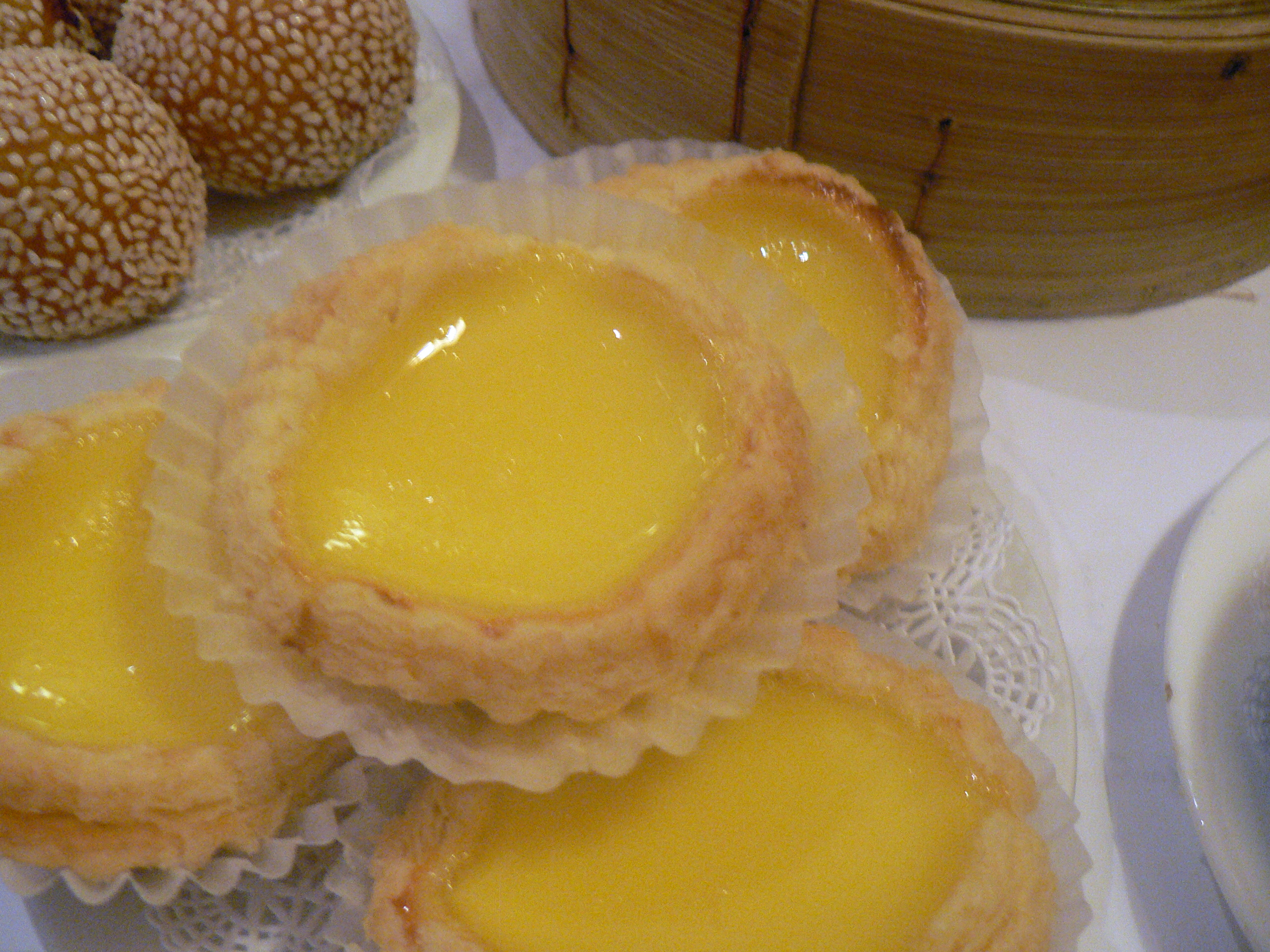
Egg tart (蛋撻)

Számtalan fajtája ismert, melyeknek különböző verziói is lehetnek. Néhány ismertebb:
- Csiaoce (hagyományos kínai: 餃子, egyszerűsített kínai: 饺子, jyutping: gaau2 zi2, magyaros átírás: káu cí, pinjin: jiǎo zi)
  - Garnéla gombóc (hagyományos: 蝦餃, egyszerűsített: 虾饺, jyutping: haa1 gaau2, magyaros: há káu, pinjin: xiā jiǎo, magyaros: hszia csiao) Garnélahússal töltött gőzölt tészta.[2]
  - Szíulungpáu (hagyományos: 小籠包, egyszerűsített: 小笼包, jyutping: siu2 lung4 baau1, pinjin: xiǎo lóng bāo, magyaros: hsziao lung pao) Az elkészítéséhez használt bambusz gőzölő neve hsziaolung, innen kapta az étel nevét. Hagyományosan sertéshússal töltik.[3]
  - Szíu máj (hagyományos: 燒賣, egyszerűsített: 烧卖, jyutping: siu1 maai6, pinjin: shāo mài, magyaros: sao maj) Sertéshússal és gombával töltött gőzölt tészta.[4]
- Tekercsek (hagyományos: 捲, egyszerűsített: 卷, jyutping: gyun2, magyaros: kjún, pinjin: juǎn, magyaros: csüan)
  - Tavaszi tekercs (hagyományos: 春捲, egyszerűsített: 春卷, jyutping: ceon1 gyun2, magyaros: chön, pinjin: chūnjuǎn, magyaros: csuncsüan) Olajban sütött tekercs többnyire zöldségekkel, ritkán hússal is töltve.
  - Rizstésztatekercs (hagyományos: 腸粉, egyszerűsített: 肠粉, jyutping: coeng2 fang2, magyaros: chőng fang, pinjin: chángfěn, magyaros: csangfen) Rizstésztába tekert gőzölt tekercs, garnélával, marhahússal vagy zöldségekkel töltve.
- Gombócok (包子, jyutping: baau1 zi2, magyaros: páu cí, pinjin: bāo zi, magyaros: pao ce)
  - Barbecue sertés gombóc (hagyományos: 叉燒包, egyszerűsített: 叉烧包, jyutping: caa1 siu1 baau1, magyaros: chá sziú páu, pinjin: chā shāo bāo, magyaros: csa sao pao) Barbecue sütéssel készített sertéshússal töltött gombóc.
- Édes töltelékű tészták
  - Szezámgolyó (煎堆, jyutping: zin1 deoi1, magyaros: cín töü, pinjin: jiān duī, magyaros: csian tui) Olajban sült vörösbabbal töltött tésztagolyó szezámmagba forgatva.
  - Egg tart (hagyományos: 蛋撻, egyszerűsített: 蛋挞, jyutping: daan6 taat1, magyaros: tán thát, pinjin: dàn tà, magyaros: tan ta) Tojáskrémmel töltött sütemény.

## Fordítás
- Ez a szócikk részben vagy egészben  a   Dim sum című angol Wikipédia-szócikk ezen változatának fordításán alapul.  Az eredeti cikk szerkesztőit annak laptörténete sorolja fel. Ez a jelzés csupán a megfogalmazás eredetét és a szerzői jogokat jelzi, nem szolgál a cikkben szereplő információk forrásmegjelöléseként.